# 오이데 슌 (정치인)

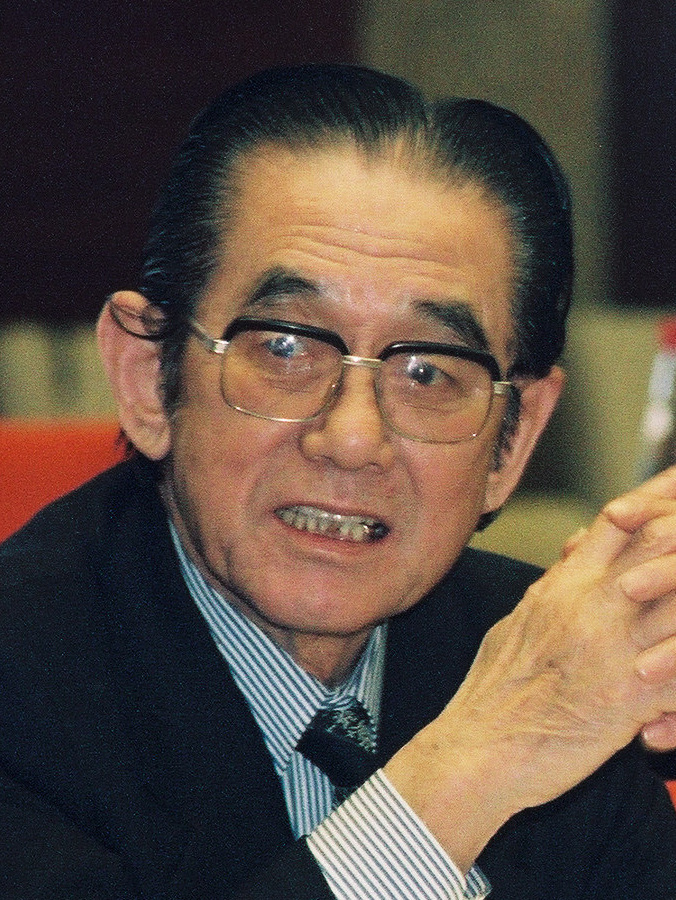

오이데 슌 (大出 俊, 1922년 3월 10일 ~ 2001년 11월 8일) 은 일본의 정치인으로, 중의원 의원, 무라야마 내각의 우정대신, 일본 노동조합총평의회 (日本労働組合総評議会) 부의장을 지냈다.